# Vor Frue Kirke (dokumentarfilm)
 For alternative betydninger, se Vor Frue Kirke. (Se også artikler, som begynder med Vor Frue Kirke)
Vor Frue Kirke er en dansk dokumentarfilm fra 2004 instrueret af Nils Vest og efter manuskript af Nils Vest og Bente Lange.

## Handling
Vor Frue Kirke ligger som et antikt tempel midt i København. Denne films ærinde er at fortælle historien om bygningens tilblivelse.
Filmen er lavet i anledning af Kronprins Frederik og Marys bryllup 14. maj 2004. Den blev vist på tv verden over i den anledning, og hoffet fik den som gave til de udenlandske gæster.